# José Arturo Sierra
José Arturo Sierra González (San Antonio La Paz, El Progreso, 19 de marzo de 1943-Ciudad de Guatemala, 26 de enero de 2018) fue un juez y abogado guatemalteco.

## Biografía
Sierra ocupó el cargo de juez de la Corte Suprema de Justicia de Guatemala de 2009 a 2014, incluyendo un mandato como presidente de la misma de octubre de 2013 a octubre de 2014. Además de su puesto en la Corte Suprema, Sierra presidió el Colegio de Abogados y Notarios de Guatemala. Con anterioridad había sido magistrado de la Corte de Constitucionalidad desde 1996 hasta 2001.

## Asesinato
El 26 de enero de 2018, Sierra viajaba en su automóvil por el área residencial Zona 11 de la ciudad de Guatemala cuando hombres armados en una motocicleta se acercaron a su vehículo y abrieron fuego. A Sierra le dispararon varias veces en el ataque. Fue trasladado al Hospital Roosevelt de la ciudad, el mayor centro médico del país, donde murió aproximadamente horas después.